# Muldestausee
Muldestausee es un municipio situado en el distrito de Anhalt-Bitterfeld, en el estado federado de Sajonia-Anhalt (Alemania). Su población a finales de 2015 era de unos 12 000 habitantes y su densidad poblacional, 87 hab/km².
El municipio fue creado en 2010 mediante la fusión de los municipios rurales de Burgkemnitz, Friedersdorf, Gossa, Gröbern, Krina, Mühlbeck, Muldenstein, Plodda, Pouch (la actual capital municipal), Rösa, Schlaitz y Schwemsal, que pasaron a ser subdivisiones municipales (Ortsteil) del nuevo municipio.
Se ubica en la esquina suroriental del distrito, en el límite con el vecino estado de Sajonia.